# Козелец тау-сагыз
Козелец тау-сагы́з, или Тау-сагы́з (лат. Scorzonera tau-saghyz) — вид многолетних полукустарников рода Козелец семейства Астровые (Asteraceae).
Каучуконос — в млечном соке корней и подземных стеблей тау-сагыза содержится заметное количество каучука. В СССР предпринимались попытки промышленного освоения тау-сагыза. Посевы этого каучуконоса весьма успешно развивались в южных районах страны. Существуют такие проекты и в современной России, а также в Белоруссии и Казахстане.

## Этимология
Название растения «тау-сагыз» заимствовано из тюркских языков и буквально означает «горная смола» или «горная жвачка».

## Ареал
Эндемик Средней Азии, где растёт на Западном Тянь-Шане (хребет Каратау) и на Памиро-Алае по щебнистым и мелкозёмистым склонам.

## Описание
Вырастает высотой до 40 см, образуя полусферические дерновины. Листья от узколинейных до нитевидных, нижние образуют розетку. Цветки язычковые, жёлтые, в соцветиях-корзинках. Плод — семянка с хохолком.
Занесён в Красные книги СССР и Республики Казахстан.
Корни однолетнего козельца тау-сагыз содержат 5—6 % каучука, двухлетнего — 9—10 %, трехлетнего — 12—15 %. Диаметр корней многолетнего растения достигает 10 см, а длина 4 м.
Каучук из корней козельца тау-сагыз можно получить путём подсочки. Однако этот способ пока мало перспективен (при относительно малой мощности растений).

## История исследования
Козелец тау-сагыз был обнаружен в СССР в конце 1929 года при поисках зарослей другого каучуконоса — хондриллы (Chondrilla) в ходе кампании по изысканию новых видов каучуконосного сырья.
Он оказался настолько богат каучуком (до 28 %), что совершенно разбил существовавшую в те годы теорию, будто для накопления каучука в растении нужны условия тропиков. Тау-сагыз оказался новым видом козельцов, неизвестным до того времени ботаникам.
Это дало основание правительству СССР принять специальное решение о пересмотре на каучуконосность всей флоры Союза, которое проводилось в жизнь в 1931—33 годах. Его селекцию, в 1940-х годах, осуществляли специалисты Селекционно-генетического института.

## Использование в пищу
Козелец тау-сагыз используется в Армении, Казахстане и среднеазиатских республиках в качестве жевательной резинки и называется «горная жвачка». После долгого разжёвывания из застывшего млечного сока можно даже выдувать небольшие твердоватые и липкие пузыри.